# Spyros Kyprianou Athletic Center
Das Spyros Kyprianou Athletic Center (griechisch Αθλητικό Κέντρο Σπύρος Κυπριανού, Athlitikó Kéntro „Spýros Kyprianoú“) ist eine im Umbau befindliche Mehrzweckhalle in der Stadt Limassol, Republik Zypern. Das Spyros Kyprianou Athletic Center ist die größte Veranstaltungshalle des Landes. Sie fasste bis August 2024 insgesamt 6225 Zuschauer und bot 42 Rollstuhlplätze. Ab August 2025 soll sie, nach einer Renovierung, über 8000 Plätze verfügen. Der Bau wurde nach Spyros Kyprianou (1932–2002), ehemaliger Präsident der Republik Zypern (1977–1988), benannt und ist auch unter dem Namen „Palais de Sports“ bekannt.

## Geschichte
Das Bauprojekt wurde von der Cyprus Sports Organisation ins Leben gerufen. Die Bauarbeiten begannen 2002 und dauerten bis in das Jahr 2005 bei einem Kostenpunkt von 8,5 Mio. C£ (rund 14,5 Mio. €). Die Sportarena war schon Mittelpunkt einiger Veranstaltungen, u. a. des FIBA EuroCup All-Star Day von 2006 bis 2008. Im November 2008 fand hier der Junior Eurovision Song Contest statt. Im August/September 2025 ist die Halle eine von vier Austragungsorte der Basketball-Europameisterschaft. Dafür wird die Veranstaltungshalle seit August 2024 renoviert, modernisiert und auf 8000 Plätze erweitert.

## Galerie

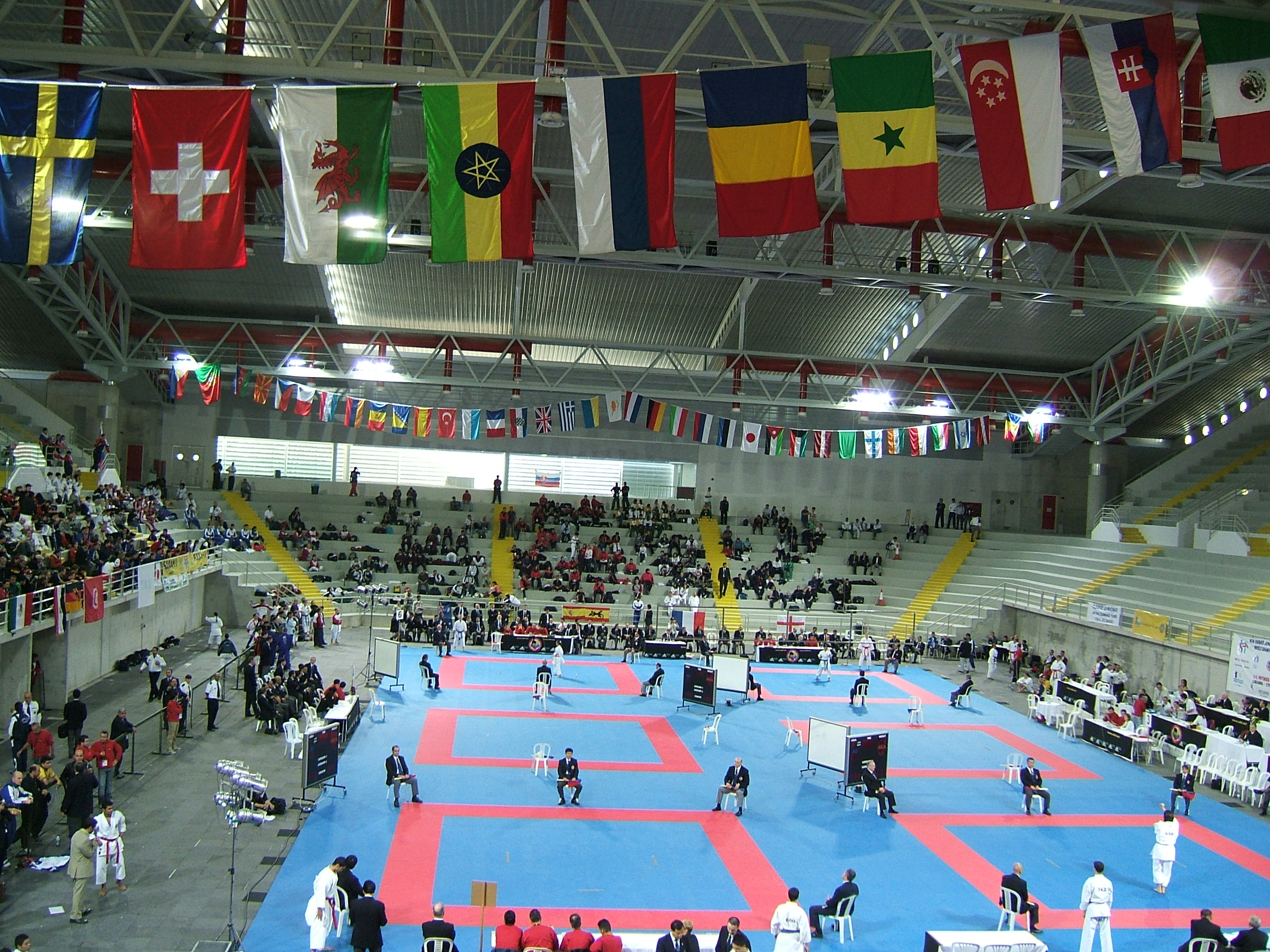
World Cadet, Junior and U21 Karate Championships 2005
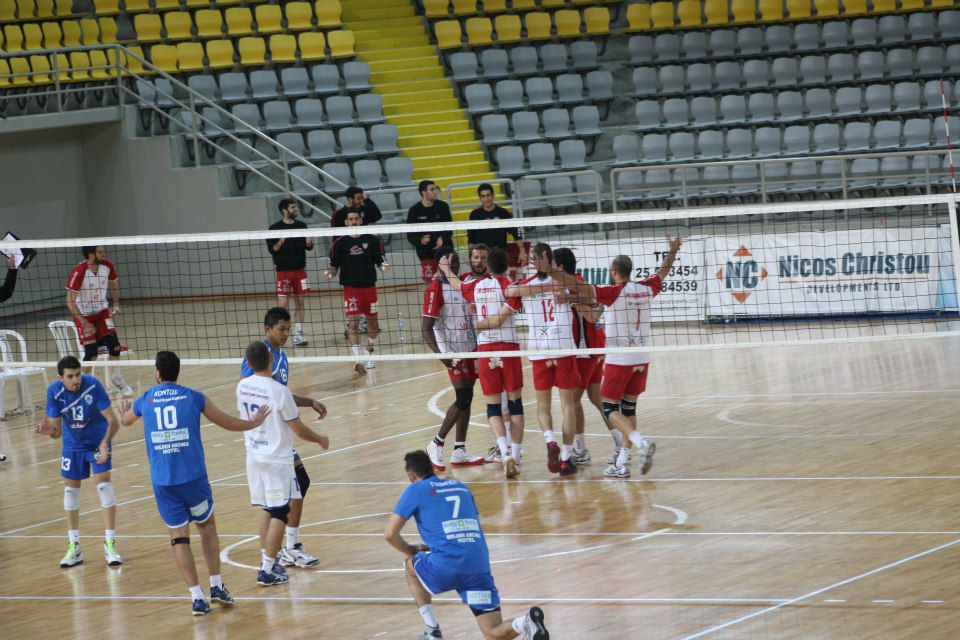
Volleyballspiel zwischen Nea Salamina Famagusta VC und Anorthosis Famagusta VC